# دره آب‌فشان‌ها

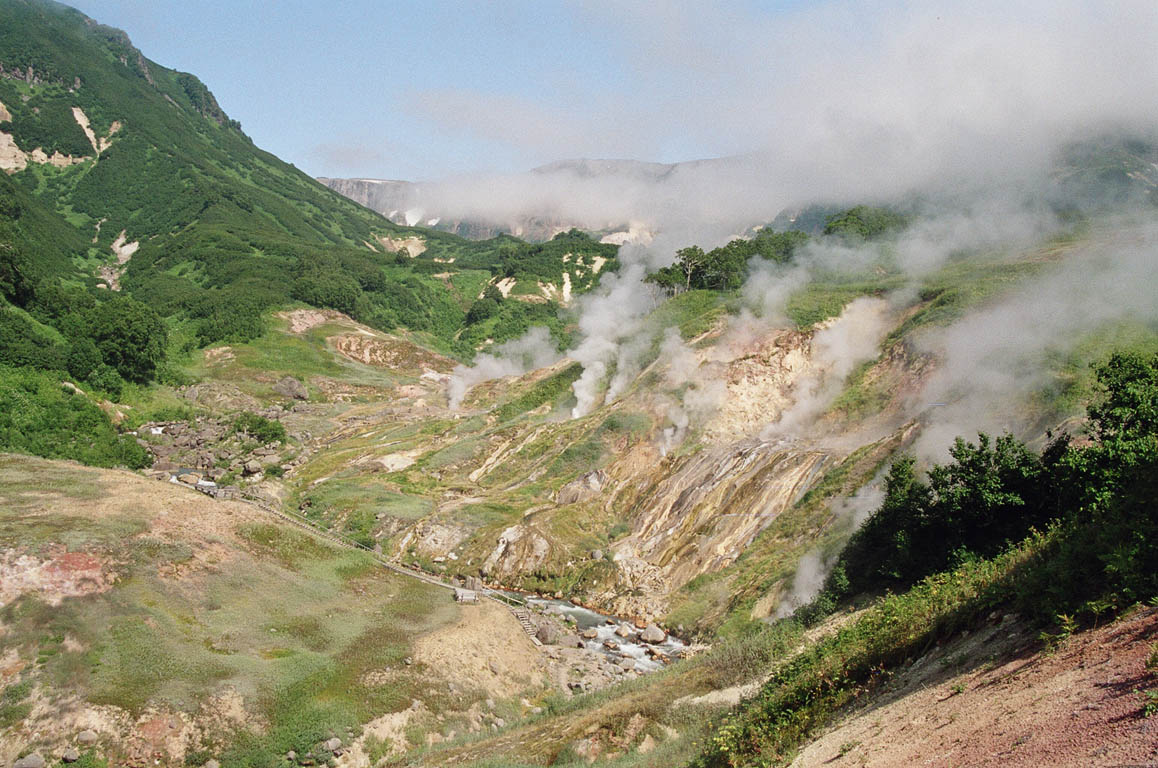
درهٔ آب‌فشان‌ها.

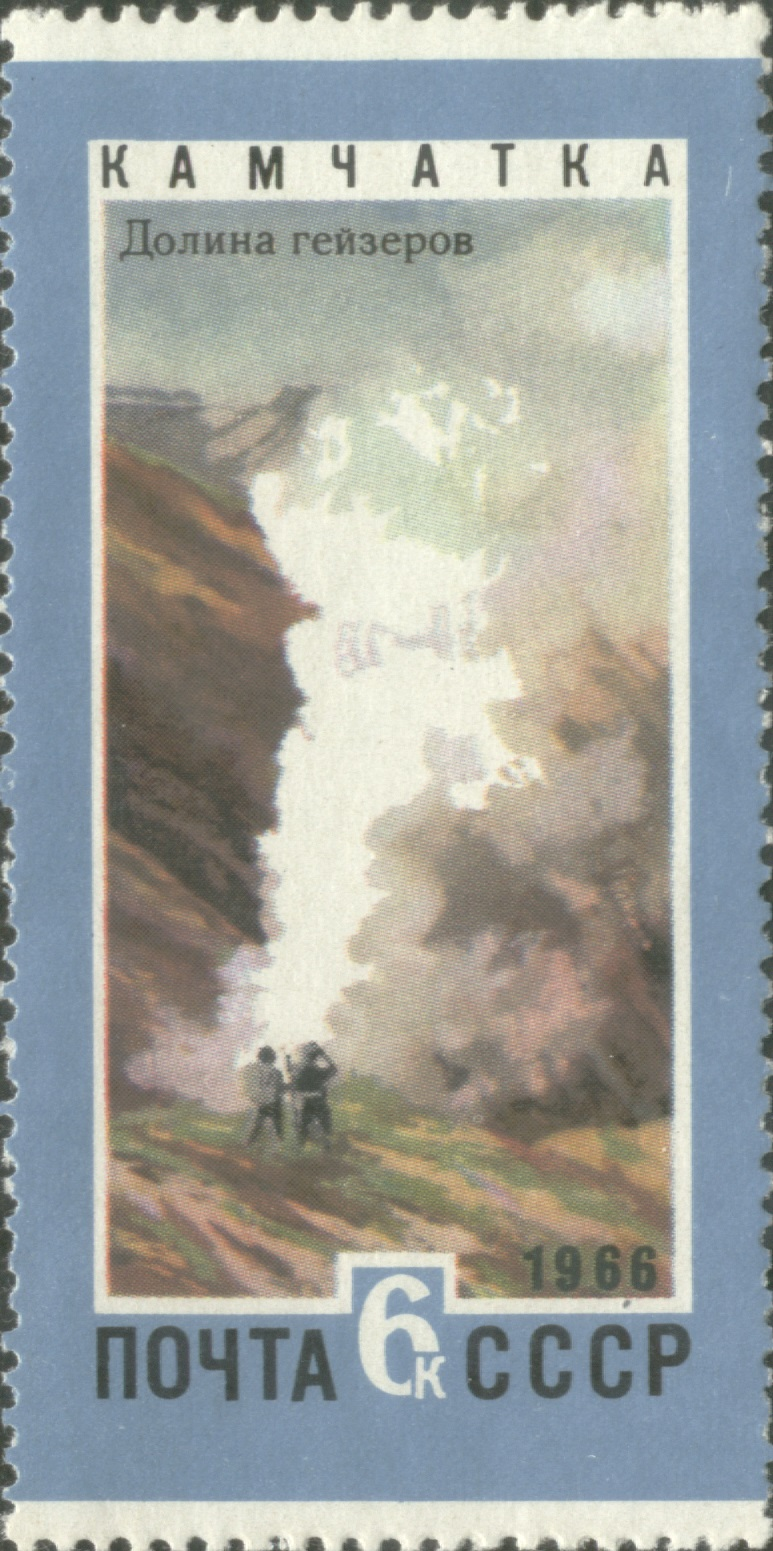
یک تمبر شوروی از سال ۱۹۶۶.

دره آب‌فشان‌ها (به روسی: Долина гейзеров) دره‌ای دارای آب‌فشان‌های متعدد در شبه‌جزیره کامچاتکا در خاور دور روسیه است.
این دره تنها دشت آب‌فشانی در اوراسیا (در کنار دشت آب‌فشانی موتنوفسکی) و دومین آب‌فشانستان بزرگ در جهان است.
حوزهٔ آبخیز این دره ۶ کیلومتر درازا دارد و در حدود ۹۰ آب‌فشان و شمار زیادی چشمه آب گرم در این دره موجود است.
دسترسی به این دره دشوار است و راه اصلی رسیدن به آن با بالگرد است.
آب‌فشان‌های این دره در سال ۱۹۴۱ میلادی توسط یک دانشمند محلی به نام تاتیانا اوستینووا کشف شد.